# Gabriel Pedro
Gabriel Pedro (Santos-o-Velho, Lisboa, 22 de Abril de 1898 — Paris, França, 2 de Fevereiro de 1972) foi um pescador e ativista político revolucionário comunista português, autor do livro de memórias Acontecimentos Vividos, agente operacional da Acção Revolucionária Armada e militante do Partido Comunista Português. Foi aprisionado no Campo de Concentração do Tarrafal pelo regime do Estado Novo com o seu próprio filho Edmundo Pedro.

## Biografia
Nascido na freguesia de Santos-o-Velho, em Lisboa, a 22 de abril de 1898, numa família de pescadores, foi batizado a 27 de setembro de 1898, como filho ilegítimo de Marta da Conceição, natural de Portimão, e Sebastião Pedro, natural de Olhão. Crescerá entre Lisboa e o Samouco, em Alcochete. Em 1918 nasce o seu primeiro filho, o futuro político português Edmundo Pedro.
Procurado pela polícia por um assalto destinado a financiar atividade política anarquista em 1925, Gabriel Pedro foge para Angola em 1925, e em 1928 é capturado e deportado para a Guiné. Em 1931, evadido e procurado pela polícia em Portugal, exila-se em Sevilha com a esposa Margarida Ervedoso e com o filho João, onde aderem ao Partido Comunista de Espanha e participaram activamente no IV Congresso do PCE que ali teve lugar. Em consequência de uma intervenção de Margarida Ervedoso neste congresso são contactados pelo Partido Comunista Português.
Convidados pelo Partido Comunista Português à adesão e a se tornarem funcionários políticos em 1932, o casal Gabriel Pedro e Margarida Ervedoso aderem ao PCP e regressam a Portugal. No contexto da clandestinidade, a sua casa e da sua esposa Margarida Ervedoso, na Rua de São Sebastião da Pedreira em Lisboa, chega a ser a de facto sede do PCP, sendo frequentada por Alfredo Caldeira, Bento António Gonçalves, José de Sousa e Francisco de Paula Oliveira conhecido como Pavel, que nela se escondeu quando foge da detenção no Sanatório da Ajuda em 1933.
Feito prisioneiro político pelo regime do Estado Novo, esteve encarcerado em Angra do Heroísmo e no Campo de Concentração do Tarrafal, por 9 anos, com o seu próprio filho de 17 anos, Edmundo Pedro, de onde foi dos poucos a ensaiar uma tentativa de fuga, que saiu gorada. Foi também o prisioneiro do Campo de Concentração do Tarrafal que mais tempo aguentou vivo dentro da câmara de tortura conhecida como frigideira.
Em 1948 nasce a sua filha Gabriela Pedro, que se exilará com o pai em França em meados da década de 1960, onde será também ela uma jovem militante comunista até morrer precocemente de doença em 1969. Gabriel Pedro regressará do exílio em França para participar, com 72 anos de idade, na primeira acção da Acção Revolucionária Armada, coordenada por Jaime Serra, a 25 de Outubro de 1970, com Carlos Coutinho, colocando explosivos no navio Cunene na tentativa de sabotar a sua participação na Guerra Colonial Portuguesa.
"O Secretário-Geral teve nessa reunião um grande aliado, o lendário Gabriel Pedro, muito querido da organização, que já sabia então que viria a Portugal participar num atentado da ARA e por isso pôde assegurar com toda a convicção que o Partido não rejeitava e até se preparava para a realização de ações armadas. Gabriel Pedro já estava então muito debilitado. Durante os três dias que durou a Assembleia tinha que sair de vez em quando para descansar. Quando estava ausente, Cunhal aproveitava os intervalos para o visitar. Num deles convidou-me para o acompanhar. Eu conhecia mal o Gabriel Pedro e ao vê-lo prostrado fiquei estarrecido. Sabia, em razão das minhas responsabilidades no interior, que era ele quem ia entrar no país para participarem determinada tarefa de grande risco. Por isso perguntei: 'Mas achas, Álvaro, que ele está em condições físicas para ir ao interior participar na tal tarefa?' Respondeu-me: 'E como negar-lhe essa última vontade a coroar toda uma vida de revolucionário? Trata-se de uma tarefa a realizar no Tejo e ele diz que ninguém conhece o Tejo como ele. É a perspetiva dessa tarefa que lhe dá vida'"— Carlos Brito sobre Gabriel Pedro, 2010.

## Livro de memórias
Poucos meses antes de falecer, Gabriel Pedro entrega ao Partido Comunista Português os seus escritos autobiográficos com o pedido de que fossem publicados com o título Acontecimentos Vividos, algo que ocorreria em sua homenagem em Abril de 2015, 40 anos depois da sua morte, numa edição organizada por Jaime Serra.

## Homenagens
O músico Luís Cília compõe a canção Gabriel em homenagem a Gabriel Pedro.

## Vida pessoal
A 1 de março de 1919, já pai de Edmundo Pedro, casou primeira vez na freguesia de Samouco, em Alcochete, com Margarida Tavares Ervedoso (Samouco, Alcochete, 14 de janeiro de 1903 — Campo Grande, Lisboa, 16 de setembro de 1969), filha de Cristiano Fernandes Ervedoso e Maria do Carmo Tavares Castanheira, também naturais de Samouco. Divorciaram-se por sentença de 17 de dezembro de 1949 devido a separação de facto, livremente consentida, por dez anos consecutivos, numa época em que Margarida já estava afastada do PCP e Gabriel Pedro, que em 1948 havia sido pai de Gabriela Pedro, fruto da relação com Maria Adelaide Ribeiro da Fonseca, estivera preso durante longos anos.
A 11 de setembro de 1964, casou segunda vez em Almada com Maria Adelaide Ribeiro da Fonseca, então de 51 anos, natural de Lisboa (freguesia de Santos-o-Velho), filha de Francisco da Fonseca e Rosa Dias Ribeiro. Os dois já eram pais de uma filha, Gabriela Pedro, nascida em 1948.